# Нейролептическая депрессия
Нейролептическая депрессия — одно из осложнений при терапии нейролептиками (антипсихотиками). Проблема нейролептических депрессий была актуальной уже в годы использования первых антипсихотиков: эти депрессии возникали на фоне применения таких препаратов, как аминазин, резерпин, внедрённых в клиническую практику в середине XX века. Впоследствии эта проблема продолжает быть актуальной, несмотря на широкое применение современных (атипичных) антипсихотиков, депрессогенный эффект которых сведен к минимуму. Стёртые варианты нейролептической депрессии значительно затрудняют интерпретацию психического статуса пациентов, ухудшают качество их жизни.
Длительность нейролептических депрессий — от нескольких месяцев до 1,5 лет. Особенно часто они возникают при терапии аминазином, тизерцином и другими алифатическими производными фенотиазина, могут возникать также при использовании трифтазина, мажептила, этаперазина, модитена-депо и других пиперазиновых производных фенотиазина, галоперидола, триседила и других производных бутирофенона (см. классификацию нейролептиков). Атипичные антипсихотики сравнительно редко вызывают депрессию, однако присущая некоторым из атипичных антипсихотиков (рисперидон, амисульприд и др.) гиперпролактинемия может приводить к развитию депрессивных нарушений.
Нейролептические депрессии могут ошибочно приниматься врачом-диагностом за депрессию в структуре имеющегося психического заболевания. В просторечии пациенты называют нейролептическую депрессию «овощное состояние».

## Симптоматика
Нейролептическая депрессия носит витальный характер, протекает с идеями самообвинения. Характерны подавленное настроение, чувство тоски, мысли о бесперспективности жизни, безнадёжности создавшегося положения. Нередко больные, оглядываясь на прошлое, находят в нем массу ошибок, недостойных поступков и т. п. Нейролептическая депрессия обуславливает значительный риск самоубийства.
Выделяют несколько вариантов нейролептической депрессии:
- нейролептическая меланхолия
- персеверирующая (назойливая) депрессия
- акинетическая депрессия
- нейролептическая дисфория

Нейролептическая депрессия может иметь различную глубину — от лёгких и преходящих астено- и тревожно-депрессивных состояний до затяжных тяжёлых депрессий. Отличительными признаками наиболее тяжёлого варианта нейролептической депрессии — нейролептической меланхолии — являются особый физикальный оттенок патологически сниженного аффекта с ощущением чуждости и непереносимости состояния. На более поздних этапах депрессивные расстройства приобретают черты анестетической меланхолии с явлениями психической анестезии, отсутствием чувства сна, угрюмостью, раздражительностью, назойливостью.
Для персеверирующей («назойливой») депрессии, встречающейся главным образом при применении пиперазиновых производных фенотиазина и производных бутирофенона, характерны преобладание тревожно-апатических проявлений с однообразной назойливостью, стереотипным монотонным повторением одних и тех же депрессивных и тревожных жалоб либо преобладание явлений идеаторной и моторной заторможенности, замедление течения мыслей, тихая маломодулированная речь, моторные стереотипии, вялость, апатия, безразличие, ощущение «непреодолимой лени», нежелания что-либо делать, тоска, «тяжесть на душе», идеи самоуничижения, безысходности, никчёмности существования. Иногда наблюдаются патологические индуцированные движения в виде персевераций, которые характеризуются упорным продолжением целенаправленного действия, когда в нём уже нет необходимости. Чаще всего эти движения возникают как бы в результате чрезмерной уступчивости и податливости пациентов влиянию извне. Персеверации проявляются в форме повторения слова, действия или мыслительного процесса и нередко ведут к персеверативному мышлению, когда больного чрезвычайно трудно отвлечь от завладевших им мыслей. Характерно также ощущение чуждости состояния, воспринимаемого как новое, не связанное с прежним заболеванием. Наблюдаются ипохондрические жалобы, фиксация на своих ощущениях, усиливающаяся в связи с наличием экстрапирамидных расстройств; нарушения сна в виде мучительной бессонницы либо отсутствия чувства сна.
При акинетической депрессии сниженное настроение с преобладанием брадикинезии, аспонтанности, снижением инициативы сопровождается жалобами на отсутствие энергии. Нейролептическая дисфория характеризуется двигательным беспокойством, раздражительностью, эксплозивными реакциями, тревогой с чувством внутреннего напряжения, риском аутоагрессивного поведения. В ряде случаев клиническая картина при нейролептической дисфории трансформируется в ажитированную депрессию.
Зачастую нейролептическая депрессия сочетается с экстрапирамидными побочными эффектами нейролептиков, такими как акатизия, паркинсонизм, дистонии; при дистониях она очень часто сопровождается явлениями страха, тревоги. Однако наиболее сложны для понимания и диагностики нейролептические депрессии, протекающие без выраженных экстрапирамидных эффектов. В этих случаях депрессивные симптомы могут в значительной степени перекрещиваться с негативными проявлениями и так называемым «немым паркинсонизмом». При отсутствии экстрапирамидной симптоматики нейролептические депрессии часто не диагностируются и ошибочно принимаются за негативную симптоматику самого заболевания.
Иногда выделяют также понятие «матовой» депрессии, или «депрессии под маской спокойствия». В этих случаях выражение лица пациентов не свидетельствует об угнетённом состоянии: больные могут шутить, улыбаться, смеяться, однако жалуются на подавленное настроение, скуку, говорят о неизлечимости заболевания, обречённости. Порой на первый план выступают жалобы не на тоску, а на утрату чувств, появившееся безразличие к родным, ко всему происходящему, отсутствие чувства сна, аппетита, неспособность радоваться чему бы то ни было («болезненная бесчувственность»). Иногда такие депрессии, в которых преобладает не тоска, а неспособность испытывать чувство удовольствия, называют ангедоническими. Данная разновидность депрессии опасна, в частности, потому, что больные не привлекают к себе внимания окружающих, обманутых их внешним спокойствием, и могут беспрепятственно кончить жизнь самоубийством.

## Патогенез
Хорошо известно, что дофаминовые синапсы вовлечены в нейрональные пути, обеспечивающие механизм «вознаграждения». С этой функцией связаны мезолимбические отделы мозга, а именно переднее полосатое тело (ventral striatum), где находится так называемый «центр удовольствия». По этой причине длительная блокада дофаминовых рецепторов теоретически может привести к развитию ангедонии и, по-видимому, депрессии.

## Депрессия и эндогенные заболевания
Очень часто встречается утверждение, что в генезе нейролептической депрессии играет роль не только эффект самого препарата, но и наличие в клинической картине депрессивного компонента до начала приёма нейролептика. При этом нейролептики, оказывая успокаивающее и антипсихотическое действие, приводящее к редукции бреда, галлюцинаций, психических автоматизмов, аффектов страха, тревоги и др., не воздействуют на депрессию и даже её усиливают, в результате как бы «прикрытые» другой симптоматикой признаки депрессии выступают на первый план и становятся преобладающими в клинической картине психического заболевания. Проведенные в 1960-х и 1970-х годах эпидемиологические исследования показали рост развития депрессий у пациентов с шизофренией именно после начала широкого применения нейролептиков.
Тем не менее развитие депрессивных состояний отмечалось также и у психически здоровых лиц, принимающих нейролептики в связи с наличием у них соматических заболеваний. Кроме того, нейролептики часто вызывают инверсию фазы (развитие депрессии) у лиц, страдающих биполярным аффективным расстройством. Например, аминазин вызывает у таких пациентов депрессию в 40—50 % случаев.
Существуют сложности отграничения депрессии от негативных симптомов шизофрении (назначение большей, чем необходимо, дозы нейролептика может привести к усилению негативных симптомов, что может создать впечатление нейролептической депрессии) и от экстрапирамидных побочных эффектов нейролептиков: акинезии и акатизии.
Во многих случаях депрессия может возникать как психологически понятная реакция на развитие психоза и на постановку стигматизирующего диагноза, приводящие к переживанию собственной несостоятельности и социальной дезадаптации. При таких состояниях желательна поддерживающая терапия и изменение окружающей среды.